# Nototylus fryi
Nototylus fryi is een keversoort uit de familie loopkevers (Carabidae). De wetenschappelijke naam van de soort werd voor het eerst geldig gepubliceerd in 1863 door Schaum.